# Île McNult
L'île McNult (en russe : Остров Мак-Культа, Ostrov Mak-Noulta) est une île de la terre François-Joseph.

## Géographie
Située près de l'île Davis et à 2 km de la Terre de Wilczek, c'est une toute petite île d'environ 1 km2, entièrement recouverte de glaces, dont le point culminant au sud est un rocher haut de 50 m.